# Тінгсрюд (комуна)
Комуна Тінгсрюд (швед. Tingsryds kommun) — адміністративно-територіальна одиниця місцевого самоврядування, що розташована в лені Крунуберг у центральній Швеції.
Тінгсрюд 95-а за площею комуна Швеції. Адміністративний центр комуни — місто Тінгсрид.

## Населення
Населення становить 12 168 чоловік (станом на вересень 2012 року). 
| Кількість населення комуни Тінгсрюд за 1970-2010 роки | Кількість населення комуни Тінгсрюд за 1970-2010 роки | Кількість населення комуни Тінгсрюд за 1970-2010 роки | Кількість населення комуни Тінгсрюд за 1970-2010 роки | Кількість населення комуни Тінгсрюд за 1970-2010 роки |
| ----------------------------------------------------- | ----------------------------------------------------- | ----------------------------------------------------- | ----------------------------------------------------- | ----------------------------------------------------- |
| Рік                                                   |                                                       |                                                       | Населення                                             |                                                       |
| 1970                                                  | 1970                                                  |                                                       | 14 982                                                | 14 982                                                |
| 1975                                                  | 1975                                                  |                                                       | 14 735                                                | 14 735                                                |
| 1980                                                  | 1980                                                  |                                                       | 14 773                                                | 14 773                                                |
| 1985                                                  | 1985                                                  |                                                       | 14 376                                                | 14 376                                                |
| 1990                                                  | 1990                                                  |                                                       | 14 507                                                | 14 507                                                |
| 1995                                                  | 1995                                                  |                                                       | 14 367                                                | 14 367                                                |
| 2000                                                  | 2000                                                  |                                                       | 13 371                                                | 13 371                                                |
| 2005                                                  | 2005                                                  |                                                       | 12 793                                                | 12 793                                                |
| 2010                                                  | 2010                                                  |                                                       | 12 231                                                | 12 231                                                |
| Джерело: SCB                                          |                                                       |                                                       |                                                       |                                                       |

## Населені пункти
Комуні підпорядковано 8 міських поселень (tätort) та низка сільських, більші з яких:
- Тінгсрюд (Tingsryd)
- Рид (Ryd)
- Векельсонг (Väckelsång)
- Урсгульт (Urshult)
- Ліннерид (Linneryd)
- Конга (Konga)
- Ревемола (Rävemåla)
- Фрідафорс (Fridafors)

## Галерея

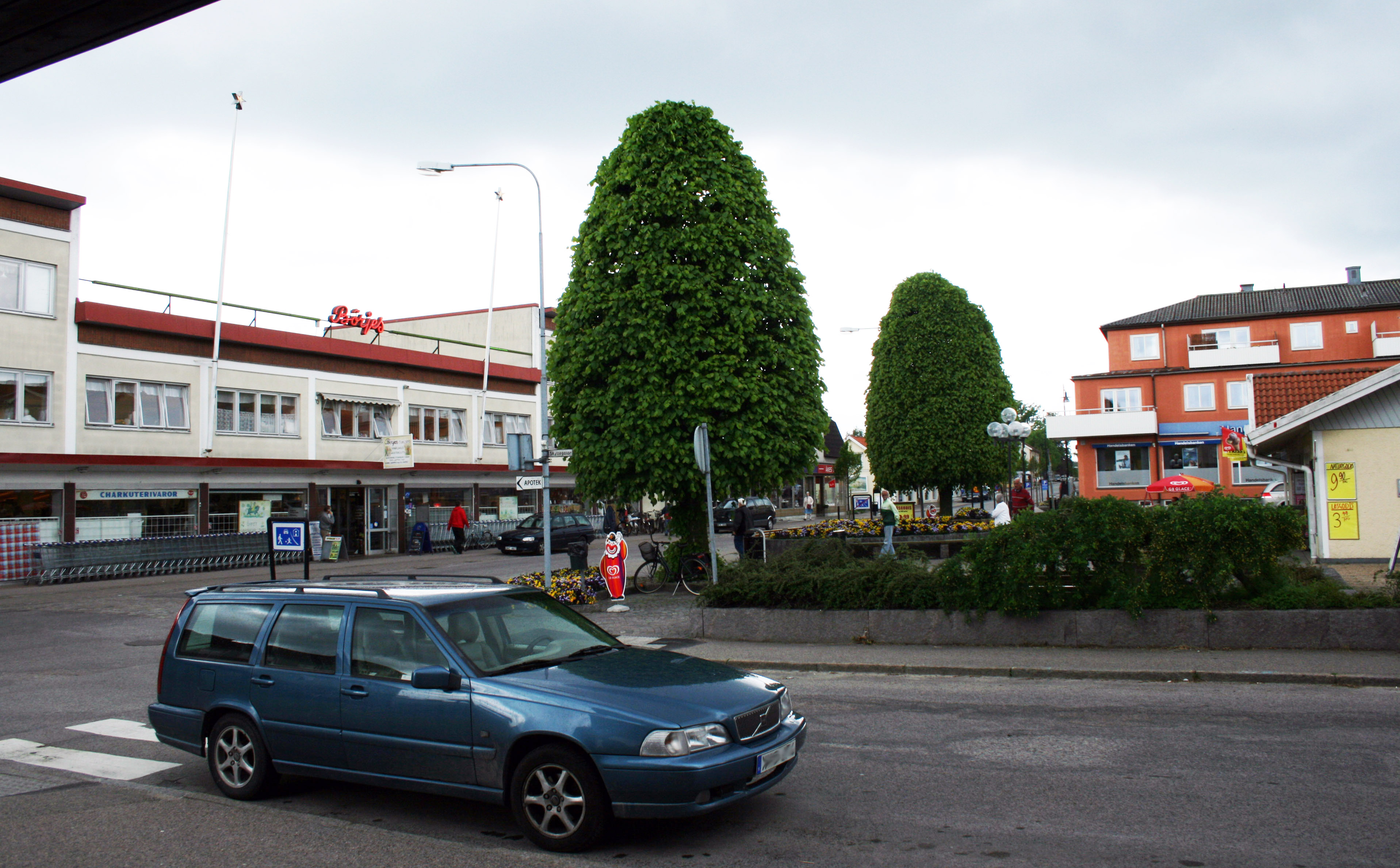
Тінгсрюд
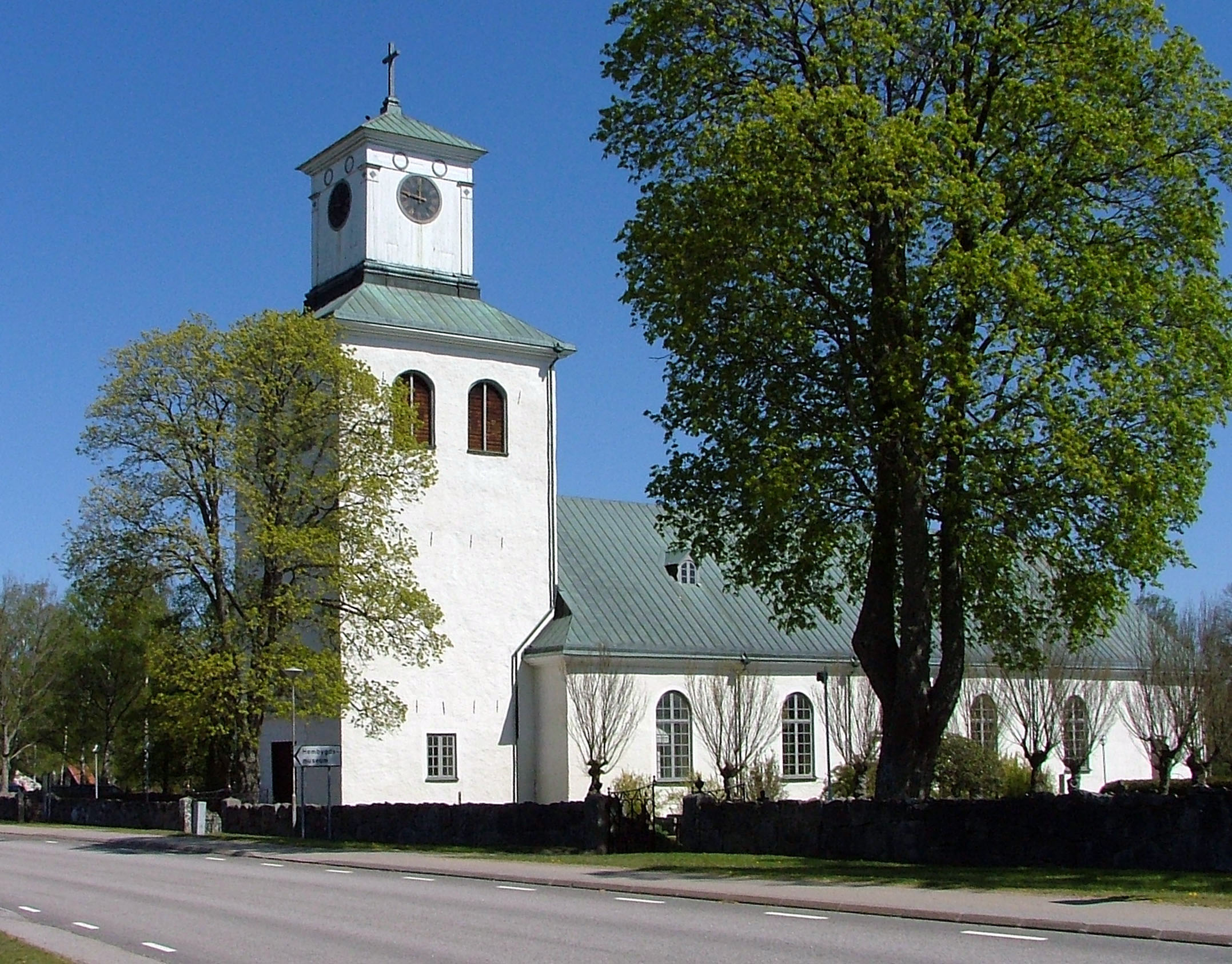
Церква (Ліннерюд)
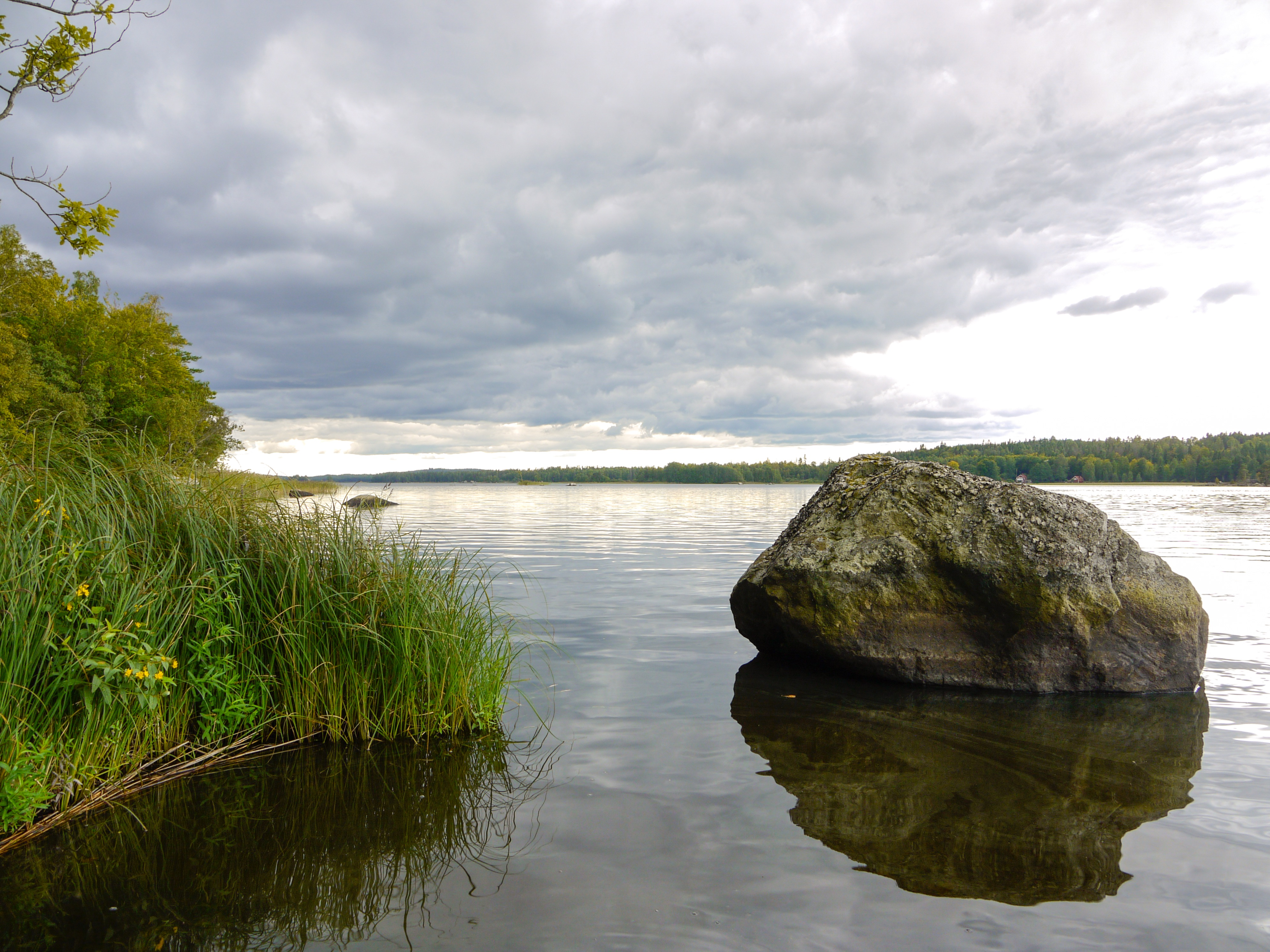
Озеро Оснен

## Виноски
1. ↑  Andersson P. Sveriges kommunindelning 1863-1993 — Mjölby: Draking, 1993. — 132 с. — ISBN 978-91-87784-05-7
2. ↑  Folkmangd i riket, lan och kommuner (шв.) . Центральне бюро статистики Швеції. Архів оригіналу за 20 серпня 2013. Процитовано 10 лютого 2013.